# Café Grand'Mère
Le Café Grand’Mère est une marque française de café, appartenant au groupe néerlandais Jacobs Douwe Egberts.
S’agissant d’une marque, la graphie Grand’Mère se distingue de la graphie habituelle du nom commun, qui est grand-mère depuis 1932 (8e édition du Dictionnaire de l'Académie française, 1932-1935) même si l’ancienne forme grand’mère survit toujours à titre de variante selon l’Académie (tome 2 de la 9e édition du Dictionnaire, 2000).

## Histoire
La marque est née en 1954 à Roubaix (Nord), dans l’épicerie fine appelée L'Abondance. Son fondateur, René Monnier (1925-2010), est un génie de la publicité et des promotions[réf. souhaitée], ainsi que de la vente par correspondance de café, avec la marque Café Privilège et articles divers, catalogue Colis Épargne. Il lance une nouvelle marque de café dans le Nord de la France d'abord puis nationalement, que sa femme lui proposa d’appeler Café Grand’Mère.
C'est aussi la création de la marque Carte Noire en 1977, après les grandes gelées au Brésil de 1976, qui a fait la réputation de la société et de son président René Monnier car lancer un produit haut de gamme juste après une hausse importante des prix était un pari audacieux, surtout dans un code couleur qui n'était pas, alors, utilisé en alimentaire.
L'entreprise est rachetée en 1982 par le groupe suisse Jacobs Suchard, qui possède également les marques de café Jacques Vabre et Jacobs. Au sein de celui-ci, la marque Grand'Mère passe en 1990 entre les mains de Philip Morris, qui possède également, via sa filiale Kraft General Foods, les marques de café Maxwell House et Kenco. Elle est intégrée à sa filiale alimentaire européenne, Kraft Jacobs Suchard, lors de sa création en 1993 par fusion de Kraft General Foods Europe et de Jacobs Suchard. En 2000, l'entreprise sera renommée Kraft Foods[réf. nécessaire].
Lorsque Kraft Foods, devenu indépendant en 2007, est scindé en deux parties 2012, la marque Grand'Mère a rejoint l'entité Mondelēz International. Depuis 2015, elle fait partie de Jacobs Douwe Egberts, société issue de la fusion des cafés de Mondelēz International et D.E Master Blenders 1753.

## Communication
Le Café Grand’Mère est à l’origine de la fête des grands-mères, créée par ses soins en France, en 1987.
Les deux marques de fabrique du café Grand'Mère sont le dessin de la Grand'Mère et le slogan « Grand'Mère sait faire un bon café », accompagnée de sa chanson ritournelle, de l'agence Partenaire à Paris.